# Shabab Al-Ordon Club
Maillots
Le Shabab Al Ordon Club (en arabe : نادي شباب الأردن), plus couramment abrégé en Shabab Al Ordon, est un club jordanien de football fondé en 2002 et basé à Amman, la capitale du pays.

## Palmarès
| Compétitions nationales | Compétitions internnationales              |
| --- | ------------------------------------------ |
| - Championnat de Jordanie (2) : - Champion : 2005-2006 et 2012-2013. - Vice-Champion : 2008-2009. - Coupe de Jordanie (2) : - Vainqueur : 2006 et 2007. - Finaliste : 2008, 2009 et 2016. - Coupe JFA de Jordanie (1) : - Vainqueur : 2007. - Supercoupe de Jordanie (2) : - Vainqueur : 2007 et 2013. - Finaliste : 2006 et 2009. - Championnat de Jordanie de deuxième division (1) : - Champion : 2003. | - Coupe de l'AFC (1) : - Vainqueur : 2007. |